# Historia de unos cuantos
Historia de unos cuantos es una obra de teatro de José María Rodríguez Méndez, estrenada en 1975. Su título completo es Historia de unos cuantos, o la muerte del Felipe.

## Argumento
La obra pretende ser un homenaje al género chico y se encuentra dividida en diez «momentos» o episodios ejemplares: La debacle del 98/El atentado a los Reyes Alfonso XIII y Victoria Eugenia/La guerra de África (dos momentos)/Comienzo de la lucha obrera /La Segunda República/Primeros enfrentamientos entre derechas y izquierdas/Pragmatismo versus idealismo/Quema de iglesias/La posguerra. Todas las aventuras de los personajes de la obra, se desarrollan durante estos acontecimientos.
Felipe y Julián sienten ambos una gran devoción hacia el socialismo, lo que les lleva a una ardua militancia, hasta que Felipe es asesinado en plena calle, por lo que su mujer, la Mari-Pepa, debe ponerse a vender tabaco para poder sobrevivir en la España de los vencedores, en la cual, Julán ha sabido acomodarse muy bien.

## Estreno
- Teatro Alfil, Madrid, 28 de noviembre de 1975.
  - Dirección: Ángel García Moreno.
  - Escenografía: Juan Antonio Cidrón.
  - Intérpretes: Vicky Lagos, Pedro Civera, Pilar Yegros, María Saavedra, Mimí Muñoz, Antonio Acebal, Ramiro Oliveros.